# Саїд Ель Мала
Саїд Ель Мала (нім. Said El Mala, нар. 26 серпня 2006, Крефельд, Німеччина) — німецький футболіст ліванського походження, вінгер клубу «Кельн».

## Ігрова кар'єра

### Клубна
Саїд Ель Мала є вихованцем німецьких клубів «Боруссія» (Менхенгладбах), «Меербуш» та кельнської «Вікторії». У лютому 2024 року футболіст підписав свій перший професійний контракт з «Вікторією». І вже за два дні у матчі Ліги 3 проти «Саарбрюккена» дебютував на професійному рівні.
У червні 2024 року Ель Мала підписав контракт з «Кельном», але на правах оренди залишився у складі «Вікторії» на наступний сезон.

### Збірна
У 2025 році у складі збірної Німеччини (U-19) Саїд Ель Мала брав участь у юнацькому чемпіонаті Європи в Румунії, де, забивши чотири голи, став кращим бомбардиром турніру.

## Досягнення
Індивідуальні
- Кращий бомбардир юнацького чемпіонату Європи: 2025

## Особисте життя
Старший брат Саїда — Малек Ель Мала також професійний футболіст, гравець «Кельна».